# Rolf Heine

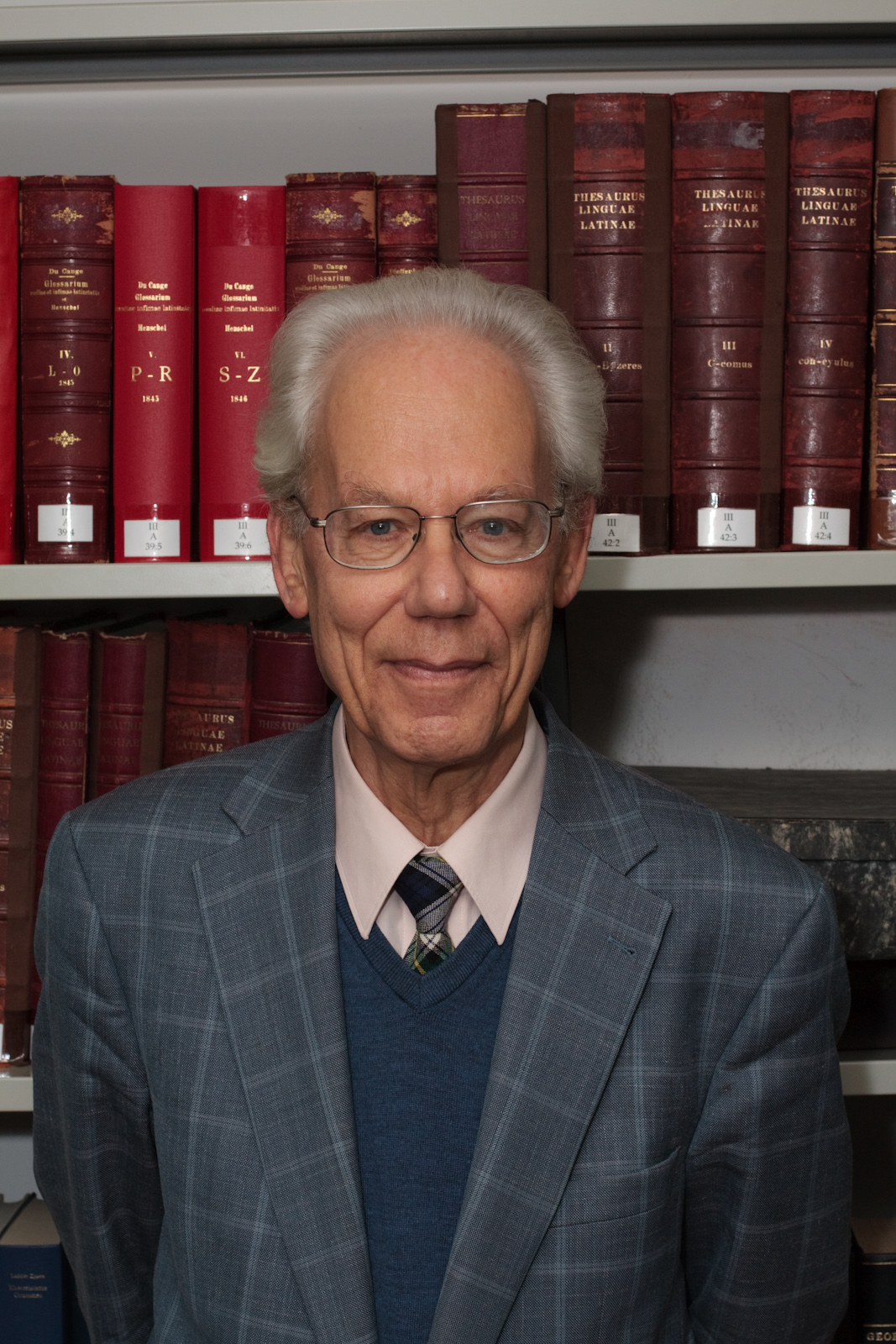
Rolf Heine

Rolf Heine (* 18. April 1937 in Bremerhaven; † 6. März 2018 in Göttingen) war ein deutscher Klassischer Philologe.

## Leben und Wirken
Nach der Reifeprüfung am Realgymnasium in Bremerhaven studierte Heine von 1956 bis 1964 an der Universität Göttingen Klassische Philologie, Philosophie und Anglistik. Das Wintersemester 1956/1957 verbrachte er an der Pädagogischen Hochschule Vechta. Nach der Prüfung in den Fächern Philosophie und Erziehungswissenschaften (1959) wurde er 1963 in Göttingen mit der Dissertation Untersuchungen zur Romanform des Apuleius promoviert; Hauptgutachter war Will Richter, Korreferent Karl Deichgräber. 
Nach dem Examen in den Fächern Latein und Englisch (1964) absolvierte er das Referendariat in Bremen. Von 1966 bis 1968 arbeitete er als Wissenschaftlicher Mitarbeiter am Thesaurus Linguae Latinae in München, für den er seit 1977 als Fahnenleser wirkte. Seit 1968 war er als Lektor, später Akademischer Rat und Oberrat am Seminar für Klassische Philologie der Georg-August-Universität Göttingen tätig. Nach seiner Pensionierung (2002) hielt er bis zum Wintersemester 2016/2017 Lehrveranstaltungen zur griechischen Stilistik im Rahmen eines Lehrauftrags ab.
Heine beschäftigte sich intensiv mit lateinischer Grammatik und Lexikografie. Sein Hauptwerk ist die Neubearbeitung der Lateinischen Grammatik auf sprachwissenschaftlicher Grundlage von Hans Rubenbauer und Johann Baptist Hofmann. Anlässlich seiner Pensionierung erschien 2002 die Festschrift Thesaurismata Gottingensia: Rolf Heine zum 18.4. und 30.9.2002 gewidmet von seinen Kollegen und Schülern.

## Schriften (Auswahl)
- Untersuchungen zur Romanform des Apuleius. Diss. Göttingen 1963 (masch.)
- Zum 2. und 17. Gedicht Catulls. In: Gymnasium 74, 1967, S. 315–321.
- Catull (Wege der Forschung; 308). Darmstadt 1975.
- Rubenbauer/Hofmann: Lateinische Grammatik. Neubearbeitet von Rolf Heine, 9. Aufl. Bamberg/München 1975 (zuletzt in 12. Aufl. 1995).